# Sweet Country (pel·lícula del 2017)
Sweet Country és una pel·lícula australiana dirigida per Warwick Thornton, estrenada l'any 2017.

## Argument
Sam, un granger aborigen, és obligat a fugir amb la seva dona després d'haver abatut, en legítima defensa, el fill del propietari blanc de l'estació. El sergent Fletcher es llança a la seva persecució, acorralant la parella per tots els mitjans necessaris amb l'ajuda d'un caçador local i d'alguns propietaris de terres.

## Repartiment
- Hamilton Morris: Sam Kelly
- Sam Neill: Fred Smith
- Ewen Leslie: Harry March
- Bryan Brown: Sergent Fletcher
- Thomas M. Wright: Mick Kennedy

## Rebuda

### Premis
- Mostra de Venècia 2017: Premi del jurat

### Crítica
- "Elegant, commovedora i discretament incendiària (...) És el paisatge el que primer t'impacta (...) [Una] pel·lícula lúcida i plena de cor"[2]
- "Un drama amb una amplitud i una profunditat emocional imponents (...) Elevat per la grandesa natural de la seva narració visual (...) En termes de domini visual, la pel·lícula no podria ser més expres.siva"[3]
- "Un llegat de sang que aquesta pel·lícula preciosista explora combinant el mòbil (un dels episodis més inspirats pren la forma de western itinerant) i l'aquestàtic (…) Puntuació: ★★★★ (sobre 5)"[4]
- (Thornton) utilitza els recognoscibles codis del western per reflexionar sobre la supurant ferida que el racisme i la violència han infligit sobre la història de la nació oceànica.[5]